# Transnationalismus
Transnationalismus (von lateinisch trans „durch, jenseits, hinüber“) ist ein Teilprozess der Globalisierung und bezeichnet in der Soziologie und ihren Nachbardisziplinen ein Bündel von Phänomenen, die aus sozialen Interaktionen über Grenzen von Nationalstaaten hinaus resultieren. Das Wort wird unspezifischer auch für globale Aktivitäten von Unternehmen und nichtstaatlichen Organisationen oder allgemeiner von nichtstaatlichen Akteuren benutzt.
Die Unterschiede des „Transnationalismus“ zum „Internationalismus“ (einem Programmpunkt der Arbeiterbewegung) und zum „Supranationalismus“ (einem völkerrechtlichen Begriff bestimmter überstaatlicher Zusammenschlussformen) sind sorgfältig zu beachten: „Internationalismus“ bezieht sich auf das Handeln zwischen Staaten/staatlichen Akteuren, „Transnationalismus“ auf das Handeln nichtstaatlicher Akteure.

## Transnationale Migration
Der Ansatz der transnationalen Migration wird seit den 1990er Jahren in der Forschung diskutiert. Vorher behandelte man die „einfachen“ Migranten, die ihren Wohnort auf Dauer wechselten (z. B. europäische Auswanderer in die USA), Re-Migranten, die nach einem längeren Aufenthalt wieder in ihre „Heimat“ zurückkehren (z. B. Gastarbeiter) und Diaspora-Migranten, die an eine Gruppe/Einrichtung gebunden (z. B. religiös motiviert, Vertreibung) wandern und oftmals sozial isoliert leben. Transmigranten zeichnen sich durch einen regelmäßigen Wohnortswechsel zwischen zwei administrativen (meist Staats-)Grenzen aus.

Das Konzept geht insofern neue Wege, als neben den reinen Push-/Pull-Faktoren und den historisch-strukturellen Hintergründen, die Migranten als Akteure wahrgenommen werden, deren Entscheidungen in plurilokale Netzwerke eingebettet und als Ergebnis (psychischer und physischer) Kosten zu sehen sind. Das bekannteste und am besten erforschte Beispiel transnationaler Migration ist die Wanderung von Millionen Mexikanern zwischen ihrem Heimatland und den USA.
Bei der Analyse von Migration als einem transnationalen Phänomen stehen transnationale Aktivitäten von Migranten auf politischer, ökonomischer und soziokultureller Ebene im Fokus. Zu soziokulturellen transnationalen Aktivitäten zählen beispielsweise Besuche und die Kontaktaufrechterhaltung mit Familie und Freunden im Auswanderungsland oder auch eine Mitgliedschaft in sozialen Organisationen im Auswanderungsland.

## Nähere Bestimmungen
In der soziologischen Migrationsforschung wird damit das Phänomen gefasst, dass Arbeitsmigranten sich mit mehreren Nationen identifizieren und zwischen ihnen soziale Interaktionen auslösen. Im Brauchtum zeigt es sich z. B. in den parades (Umzügen) in New York, die als stadttypisch gelten und als Feste von New Yorkern besucht werden, aber von immigrierten Minderheiten an nationalen irischen bzw. italienischen bzw. chinesischen Feiertagen stattfinden.
Transnationale soziale Felder sind plurilokale und diffuse soziale Räume, jedoch mit nicht vorübergehenden, hingegen dauerhaften sozialen Strukturen, die sich in sozialen Netzwerken abbilden. Diese machen Migrationen wahrscheinlicher, da sie die Kosten bzw. Risiken für zukünftige Immigranten verringern. Sie kanalisieren Informationen, stellen soziale Ressourcen bereit und können somit als soziales Kapital gelten.
Das Problem der weltweiten Durchsetzung der Bürgerrechte ist von Thomas Faist zur „transnationalen Sozialen Frage“ der Gegenwart erklärt worden.